# دينيس ماريون
دينيس ماريون هو صحفي وكاتب مسرحي وناقد سينمائي بلجيكي، ولد في 15 أبريل 1906 في Saint-Josse-ten-Noode ‏ في بلجيكا، وتوفي في 15 أغسطس 2000 في فال دواز في فرنسا.

## وصلات خارجية
- دينيس ماريون على موقع مباريات الشطرنج (الإنجليزية)
- دينيس ماريون سجل أولمبياد الشطرنج على موقع OlimpBase.org (الإنجليزية)
- دينيس ماريون على موقع IMDb (الإنجليزية)